# Луцій Мінуцій Есквілін Авгурін
Луцій Мінуцій Есквілін Авгурін (лат. Lucius Minucius Esquilinus Augurinus; ? — після 439 до н. е.) — політичний і військовий діяч Римської республіки, консул-суффект 458 року до н. е.

## Життєпис
Походив з роду Мінуціїв. Син Публія Мінуція Авгуріна, консула 492 року до н. е. Про життя й діяльність відомо замало. 
У 458 році до н. е. призначено консулом того року Гаєм Навтієм Рутилом консулом-суффектом замість померлого колеги Гая Кабертона. Під час своєї каденції воював з еквами. Втім його було оточено в Альбанських горах. Лише завдяки успішним діям Луція Квінкція Цинцінната вдалося врятувати римську армію.
У 450—449 роках увійшов до складу Другої колегії децемвірів, на яких було покладено завершення роботи зі складання Дванадцяти таблиць. Утім під впливом Аппія Клавдія децемвіри лише сприяли посиленню патриціїв, обмежуючи права народу. Внаслідок спротиву армії Луцій Мінуцій вимушений був разом із колегами скласти свої повноваження.
У 440–439 роках до н. е. був претором аннони, відповідав за забезпечення Рима зерном. Брав участь у придушенні заколоту Спурія Мелія. За це на форумі встановлено статую Мінуція. Подальша доля невідома.